# Criminal (canção de Fiona Apple)
"Criminal" é uma canção da cantora norte-americana Fiona Apple, que a descreveu como sendo uma descrição do "sentir-se mal por conseguir algo facilmente usando a sua sexualidade." Foi lançada como o terceiro single do seu álbum de estreia Tidal em 16 de setembro de 1997, e é o maior êxito de Apple, tendo atingido o número #21 na parada Billboard Hot 100 e o número #4 na parada Hot Modern Rock Tracks da Billboard. A canção venceu o Grammy Award para a Melhor Performance Vocal de Rock Feminina no 40º Grammy Awards, tendo também sido nomeada para a Melhor Canção Rock. A canção foi ainda listada pela revista Blender no número #71 da sua lista "The 500 Greatest Songs Since You Were Born" de 2005, e no número #55 das "100 Greatest Songs of the 90's" da VH1.

## Videoclipe
O videoclipe foi dirigido por Mark Romanek, e explora os temas do voyeurismo e da adolescência. O The New Yorker descreveu a performance de Apple como "parecendo uma mal-alimentada modelo da Calvin Klein." Em 1998, o videoclipe venceu o MTV Video Music Award para a Melhor Cinematografia.

## Faixas
1. "Criminal" – 5:41
2. "Sleep to Dream" (ao vivo) – 4:36

## Paradas
| Parada (1997)                         | Posição |
| ------------------------------------- | ------- |
| U.S. Billboard Hot 100                | 21      |
| U.S. Billboard Adult Top 40           | 17      |
| U.S. Billboard Hot Modern Rock Tracks | 4       |
| U.S. Billboard Top 40 Mainstream      | 18      |